# Duitse Orde (nazi-Duitsland)

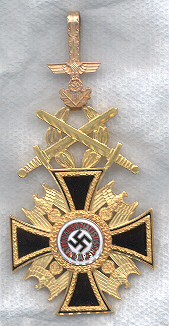
De Duitse Orde

De Duitse Orde (Duits: Deutscher Orden) is een onderscheiding die door de Führer Adolf Hitler op 11 februari 1942 werd ingesteld. Die daarmee voorbijging aan het bestaan van de religieuze en charitatieve orden van dezelfde naam, de Duitse Orde.
De Duitse Orde was de hoogste onderscheiding van het Nationaalsocialistische Duitse Rijk. Op 12 februari 1942 werd zij postuum aan de bij een vliegtuigongeluk omgekomen architect en organisator van de bouw van bunkers Dr.-Ing. Fritz Todt verleend. In de woorden van Adolf Hitler zou de orde "Die höchsten Verdienste ehren [...], die ein Deutscher sich für sein Volk erwerben kann".

## Postume onderscheidingen
- Fritz Todt op 12 februari 1942[1], (1e Klasse)
- Reinhard Heydrich op 9 juni 1942[2][3][4], (1e Klasse[5])
- Adolf Hühnlein op 22 juni 1942[2][3]  Doehle vermeldt: 21 juni 1942[4], (1e Klasse)
- Viktor Lutze op 8 mei 1943[2][3] Doehle vermeldt: 7 mei 1943[4], (1e Klasse)
- Adolf Wagner op 17 april 1944[4], (1e Klasse)
- Josef Bürckel op 3 oktober 1944[2][3][4], (1e Klasse met Zwaarden[5])
- Rudolf Schmundt op 7 oktober 1944[2][3][4], (1e Klasse)

## Onderscheiden personen
- Konstantin Hierl op 24 februari 1945[2][3], (1e Klasse met Lauwerkrans en Zwaarden[5])
- Karl Hanke op 12 april 1945[2][3], (2e Klasse (Gouden Duitse Kruis)[5])
- Karl Holz op 19 april 1945[2][3], (1e Klasse)
- Arthur Axmann op 28 april 1945[2][3], (2e Klasse (Gouden Duitse Kruis)[5])
- Karl Dönitz (onbevestigd[3][2])
- Heinrich Himmler (onbevestigd[3][2])
- Albert Speer (onbevestigd[2])

## De versierselen
Het kleinood was een zwart geëmailleerd kruis met in het midden de "gouden partijspeld", een onderscheiding van de NSDAP. In de armen van het kruis zijn vier gouden rijksadelaars met een hakenkruis in hun klauwen bevestigd. Er zijn enkele verhogingen en toevoegingen bekend die de versierselen van de eerste en tweede klasse van het kruis zijn.

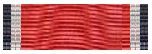
Lint (het baton was smaller)

Het lint was rood met een wit-zwarte bies waarbij het zwart aan de buitenkant lag.
- De eerste klasse
Een gouden Duits Kruis met lauwerkrans en zwaarden werd om de hals gedragen.

- De tweede klasse
Een gouden Duits Kruis werd om de hals gedragen.

- De derde klasse
Een Steckkreuz werd als een broche op de borst gedragen.

Het 44 millimeter brede lint had dezelfde kleuren als het lint van de Bloedorde, het herinneringsteken aan de mislukte staatsgreep van 9 november 1923. In het prototype van de onderscheiding zaten de vier adelaars op een lauwerkrans.
De Duitse Orde werd door Benno von Arent ontworpen, in opdracht van Adolf Hitler. De Duitse Orde werd door Wilhelm Deumer geproduceerd.

## De orde na 1945
De Duitse wet op orden en onderscheidingen van 1951 stelt: "Orden mit nationalsozialistischen Emblemen dürfen nicht getragen werden. Sie dürfen weder hergestellt noch angeboten, feilgehalten, verkauft oder sonst in Verkehr gebracht werden. (OrdensG § 6 Abs. 2)". Dat betekent dat dit kruis, om nog gedragen te kunnen worden, vrijwel geheel ontmanteld had moeten worden. De op 24 oktober 1996 in Berlijn gestorven Reichsjugendführer Arthur Axmann was waarschijnlijk de laatste nog levende drager van deze onderscheiding.